# ルイ・アントワーヌ・ド・ブーガンヴィル

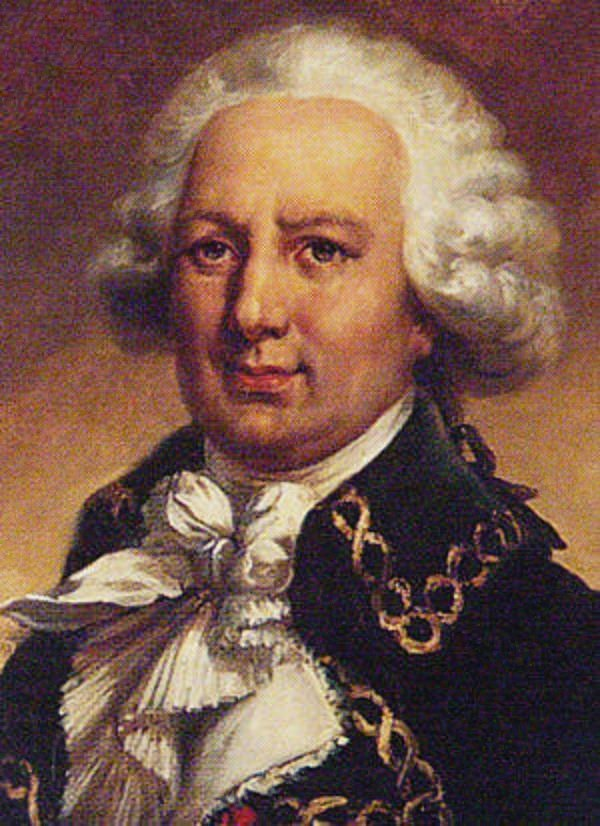
ルイ・アントワーヌ・ド・ブーガンヴィル (1729–1811)

ルイ・アントワーヌ・ド・ブーガンヴィル（Louis Antoine de Bougainville、1729年11月12日 - 1811年8月31日）は、フランスの航海者・探検家・数学者・軍人。

## 経歴
1729年にフランスのパリで、公証人の息子として生まれる。アカデミー・フランセーズ会員に選ばれた歴史家のジャン・ピエール・ド・ブーガンヴィルは彼の兄である。大学で学んでいるときには、特に数学と法律学とに秀でた才能を示した。
彼は先ず、パリ高等法院でアヴォカ（法曹・弁護士）として働いたあと軍事的経歴を積んだ。1754年、若くして『積分論』を出版し、この年、ロンドンにある大使館の秘書官に任命され、1756年1月8日には、王立協会に入会が許されている。

## カナダにおいて
1756年には、フランソワ＝シュヴェールの手伝いを命じられ、続いて、カナダ派遣軍司令官のモンカルム侯爵の副官として、そして竜騎兵の指揮官としてカナダ（ヌーヴェルフランス）に派遣されている。モンカルム侯は、1758年には、ルイ15世の政府にこの植民地の維持のための増援を要請している。1759年、ケベックが陥落してモンカルム侯が戦傷により死去するとフランス軍の退却を指揮し、彼は大佐に任じられた。

## フォークランド植民地
1761年にはライン川沿いの国境で彼の姿を見つけることができ、1763年に七年戦争の講和が締結されると、フリゲート艦の艦隊の指揮官に任ぜられ、エーグル（鷲）号とスファンクス（スフィンクス）号を率い、植民地を建設するために、イル・マルワーヌ（マルヴィナス諸島またはフォークランド諸島）へ向いそこで植民地を建設した。しかしこの植民地建設はフランスの友好国であるスペインが先取権を主張して抗議したため、ルイ15世の命によりスペインへ引き渡されることになる。ブーガンヴィルは入植から1年あまりで植民地の引き渡しと入植者引き上げという役目を負わされることになったが、以前より彼が希望していた世界周航の計画が、この南米への航海に引き続いて行われる形で承認され実現することになった。

## 世界周航の業績

世界一周の航路

1766年12月15日、博物学者、デッサン画家、天文学者を伴って、ブルターニュのブレストから世界一周の航海に出発した。船は新造のフリゲート艦ラ＝ブードゥーズ（ふくれっ面）号であり、後に南アメリカでフリュート（フルートの意、細長い）型輸送船レ・トワール（星）号が合流した。
ブラジルでは植物学者のフィリベール・コメルソン（Philibert Commerçon）が、かなり後になって（ブーガンヴィルに因んで）ブーゲンビリアと名付けられることになる花を発見した。コメルソンの助手にジーン・バレという植物学者がいたが、その正体はジャンヌ・バレ（Jeanne Baré）という女性で、後に船医に性別がばれることになる。彼女は途中で下船するが後に帰国し、最初に世界一周をした女性となった。
イル・マルワーヌ（サン＝マロ人たちの島）をスペインに返却した後、彼はマゼラン海峡を通過して太平洋横断に乗り出した。1768年3月、危険な暗礁に囲まれた多くの島の間を縫って航海し、そこを「危険な諸島」と名付けた（現在のトゥアモトゥ諸島）。1768年4月に、サミュエル・ウォーリスが発見したばかりのタイチ（タヒチ）島に投錨した。彼は其処には十日も滞在しなかったが、島民の歓迎を受け物々交換による取引を行った。好奇心旺盛な若いタヒチ人、アオトゥルをつれて出発した。アオトゥルは、結局パリまで付いていき、その帰り道、旧名フランス島（現在のフランス名モーリス島、モーリシャス諸島）まで戻ったところで天然痘に罹って死去した。タヒチから持ち帰ったサトウキビはフランス領ギアナに植え付けられ、さらにブラジルに伝わり、生産性を飛躍させた。
ブーガンヴィルは、後に彼の名を冠されることになる島（ブーゲンヴィル島）を探検した。彼は、サモア諸島、彼はそこを「航海者諸島（イル＝デ＝ナヴィガトゥール）」と呼んでいたが、その殆どの島を探検した。それから、ポルトガル人航海者ペドロ＝フェルナンデス＝デ＝キロスの発見したサン＝テスプリ諸島（1980年の独立達成以来ヴァヌアツと呼ばれているがニューヘブリディーズ諸島）を再発見し、ルイジアード諸島沿いに航海し、スペイン人メンダーニャが1567年に発見したのち200年間ヨーロッパ人が訪れなかったソロモン諸島に達した。この間しばしば逆風の航海となり船員は壊血病と食糧不足に見舞われたが、オランダ東インド会社の勢力圏に達し、モルッカ諸島のブル島とバタヴィアで食糧を補給。当初の計画にあった中国への航海は取りやめてインド洋を横断し、1768年11月にフランス島に寄港し輸送艦レトワール号とここで別れた。喜望峰を回ってフランスへ戻る途中、イギリス海軍が派遣した世界周航の探検隊であるカートレットの艦と出会い、これを追い越している。
1769年3月16日、ブルターニュのサン・マロに帰港し、フランス人として初の世界周航を達成した。1771年に『世界周航記』を出版、その中で、硫黄のにおいのする、「ポリネシアの天国（パラディ＝ポリネシエン）」についての神話を喚起している。この本は、自然と共に生きて所有の観念に毒されていない「高貴な未開人」の土地が海の彼方に実在するという印象をヨーロッパの知識人層に与え、大きな反響を呼んだ。そのひとり百科全書派のディドロは1772年に架空の登場人物が語る対話体小説『ブーガンヴィル航海記補遺』を著し、タヒチ人の視点を擬してヨーロッパ世界への文明批判を展開した。

## 帰国後
世界周航より帰国してのち、彼は海軍の軍人としてアメリカ独立戦争に従軍し、チェサピーク湾の海戦、セインツの海戦などに参加した。戦後は新たな探検の目標を政府に提案する他、ラ・ペルーズやニコラ・バウダンなど、次代の探検家たちの航海準備に加わり助言を与えている。革命とナポレオンの時代を生き抜き82歳で死去。国葬で送られた。彼の心臓は、モンマルトルのカルヴェール（カルヴァリオ）墓地に、遺体はパンテオンに安置されている。

## フランス革命期・第一帝政期
- 北極の探検を計画していたが、大臣ロメニー＝ド＝ブリエンヌに拒否された。フランス革命中は、ルイ16世に忠実であり続けた。1790年には、ブレストの海軍司令官になった。1791年には副提督になったが、規律のとれていないこの部隊に秩序を回復することができず、辞職した。1792年には、科学の研究に献身するために、大臣になるのを断って海軍を退役した。
- 恐怖政治期には、逮捕されていたが、ロベスピエールの失墜とともに解放された。1789年以来、科学アカデミーの準会員であり、1796年には、フランス学士院の正会員及び、黄経局（暦作成を行う）の構成員に選ばれた。

## 与えられた顕職
ナポレオン・ボナパルトは、彼に様々な栄誉を与えた。1799年には、元老院議員、1804年にはレジオン・ドヌール勲章のグラン＝トフィシエ（大将校）章、1808年には帝国伯爵。1809年には、トラファルガーの海戦の責任を問う軍事顧問会議を主宰し、それが彼の最後の公的な役職になった。